# Kalkówka
Kalkówka – eksploatowana przed wojną żwirownia znajdująca się około trzech kilometrów od centrum Mławy po prawej stronie przy drodze wylotowej na Bogurzyn, na wzniesieniu tuż obok stacji meteorologicznej.

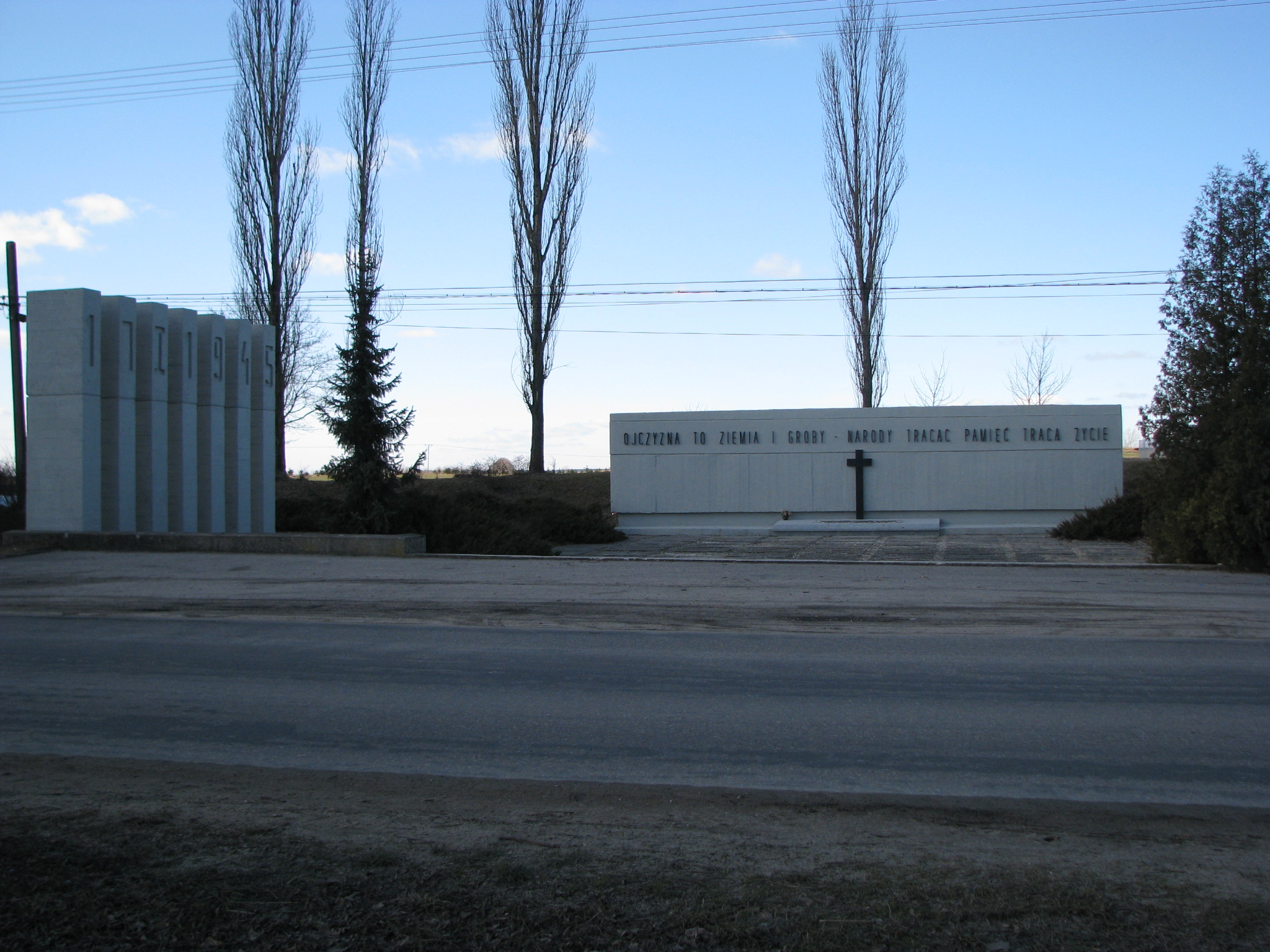
mauzoleum upamiętniające pomordowanych na Kalkówce

W latach okupacji niemieckiej w Polsce Kalkówka stała się miejscem masowej zbrodni dokonanej przez Niemców na ludności Mławy i więźniach tutejszego obozu, w przeddzień jej wyzwolenia. 17 stycznia 1945 około godziny czternastej, w obliczu zbliżających się wojsk sowieckich, żołnierze niemieccy, Gestapo i strażnicy więzienni rozpoczęli ładować na samochody ciężarowe osadzonych w tutejszym więzieniu jeńców, żołnierzy Batalionów Chłopskich, Polaków – obywateli Mławy osadzonych za różne przestępstwa, oraz grupę jeńców sowieckich. Wszystkich wywieziono w kilku transportach, zabierając po drodze z ulic miasta na samochody napotkanych przechodniów. Wszyscy oni zostali przetransportowani na żwirownię Kalkówka, tam pojedynczo wyprowadzani z samochodów i zabijani strzałem od tyłu.
Całą akcję zakończono do późnego wieczora. W ciągu kilku godzin na Kalkówce zamordowano od 320 do 364 osób. Wśród pomordowanych było 8 kobiet i 3 dzieci. Jedyną osobą, która ocalała z masakry był Czesław Arabucki: otrzymał dwa niecelne strzały w jedno z ramion i w okolice obojczyka. Całą noc spędził pod ciałami zabitych. Nad ranem podjął próbę dostania się do domu, został znaleziony w śniegu przez żołnierzy sowieckich, którzy udzielili mu pomocy. Około 100 ofiar nadal spoczywa w mogile zbiorowej na miejscu kaźni, ponad dwieście ciał zostało rozpoznanych przez rodziny, zabranych i pogrzebanych w grobach rodzinnych na mławskim cmentarzu lub cmentarzach w pobliżu rodzinnych wsi rozstrzelanych osób (np. w Kuczborku).
Po wojnie miejsce zbrodni i mogiła zostało upamiętnione krzyżem brzozowym. W roku 1964 z inicjatywy Towarzystwa Przyjaciół Ziemi Mławskiej w miejscu zbrodni wybudowano, według projektu architektów z Warszawy Barbary i Wojciecha Wochnów, mauzoleum w formie betonowego sarkofagu ze stojącymi obok słupami symbolizującymi ludzi oczekujących na egzekucję.